# بشخصه؟
بشخصه؟ (به انگلیسی: In the Flesh?) آهنگ آغازین از آلبوم ۱۹۷۹ گروه موسیقی پراگرسیو راک پینک فلوید با نام دیوار است. این آهنگ توسط راجر واترز نوشته شده‌است. این آهنگ در طول ساخت با نام «نمایش؟» (به انگلیسی: The Show?) عنوان می‌شده‌است. عنوان این آهنگ اشاره دارد به تور ۱۹۷۷ پینک فلوید و جایی که راجر واترز به‌صورت هواداری که قصد بالاآمدن از نرده‌ای که برای جداکردن گروه با هواداران را داشت آب دهان پرت کرد. (واترز در مصاحبه‌های بعدی خود اعلام کرد که از این حادثه برای نوشتن آلبوم دیوار الهام گرفته است)

## داستان آهنگ
در ابتدای آهنگ، جمله‌ای ناقص می‌شنویم: 
... وارد شدیم؟
در این آهنگ، پینک شروع به بازگویی داستان خودش می‌کند، با صدای انفجاری گیتار الکتریک و درامز، متوجه می‌شویم که در آغاز نمایش قرار داریم، نمایشی مفصل که به ساخته شدن دیوار استعاره‌ای پینک و جدایی او از اجتماع می‌پردازد. در آخر آهنگ با صدای هواپیماهای جنگی و همچنین گریه نوزاد، متوجه می‌شویم پینک به آغاز زندگی خود و زمانی بازگشته است که پدرش به جنگ رفته و کشته شده است، و نوزاد بدون پدر مانده است. این اتفاق بی شباهت به زندگی خود واترز نیست که در پنج ماهگی پدر خود را در ایتالیا و در خلال جنگ جهانی دوم، از دست داد.

## سازندگان و نوازندگان
- راجر واترز - بیس گیتار، خواننده و سینث‌سایزر
- دیوید گیلمور - گیتار الکتریک
- نیک میسن - درام
- ریچارد رایت - سینث‌سایزر